# Moerbeke
Moerbeke (Pronunciación holandesa: [ˌmuːrbeːkə]) es un municipio en la provincia belga de Flandes Oriental. A veces llamado de forma no oficial Moerbeke-Waas (pronunciación holandesa: [ˌmuːrbeːkə ˈʋunːs]) para distinguir entre este sitio y Moerbeke en Geraardsbergen. El municipio sólo comprende la ciudad de Moerbeke. A comienzos de 2019, Moerbeke tenía una población total de 6.481 habitantes. El área total es de 37.80 km²  lo cual da una densidad de población de 171 habitantes por km².
Moerbeke es bien conocido por su refinería de azúcar.
Se cree que es la ciudad natal de William de Moerbeke, quien como Obispo de Corinto hace una nueva traducción al latín de los trabajos de Aristóteles, incluyendo uno en especial, el cual había sido redescubierto o encontrado en fuentes árabes, a finales del siglo XIII. 
Su situación política es única, desde 1847 el partido liberal tiene una mayoría absoluta. El alcalde actual es Robby De Caluwé. El anterior alcalde era Filip Marin.
Los regidores son Pierre De Bock, Marc Fruytier, Thierry Walbrecht, Sarah Poppe y Rudy Van Megroot (todos del partido Liberales y Demócrata de los Flamencos).

## Demografía

### Evolución
Todos los datos históricos relativos al actual municipio, el siguiente gráfico refleja su evolución demográfica.
| Gráfica de evolución demográfica de Moerbeke entre 1846 y 2019 |
|                                                                |

## Galería

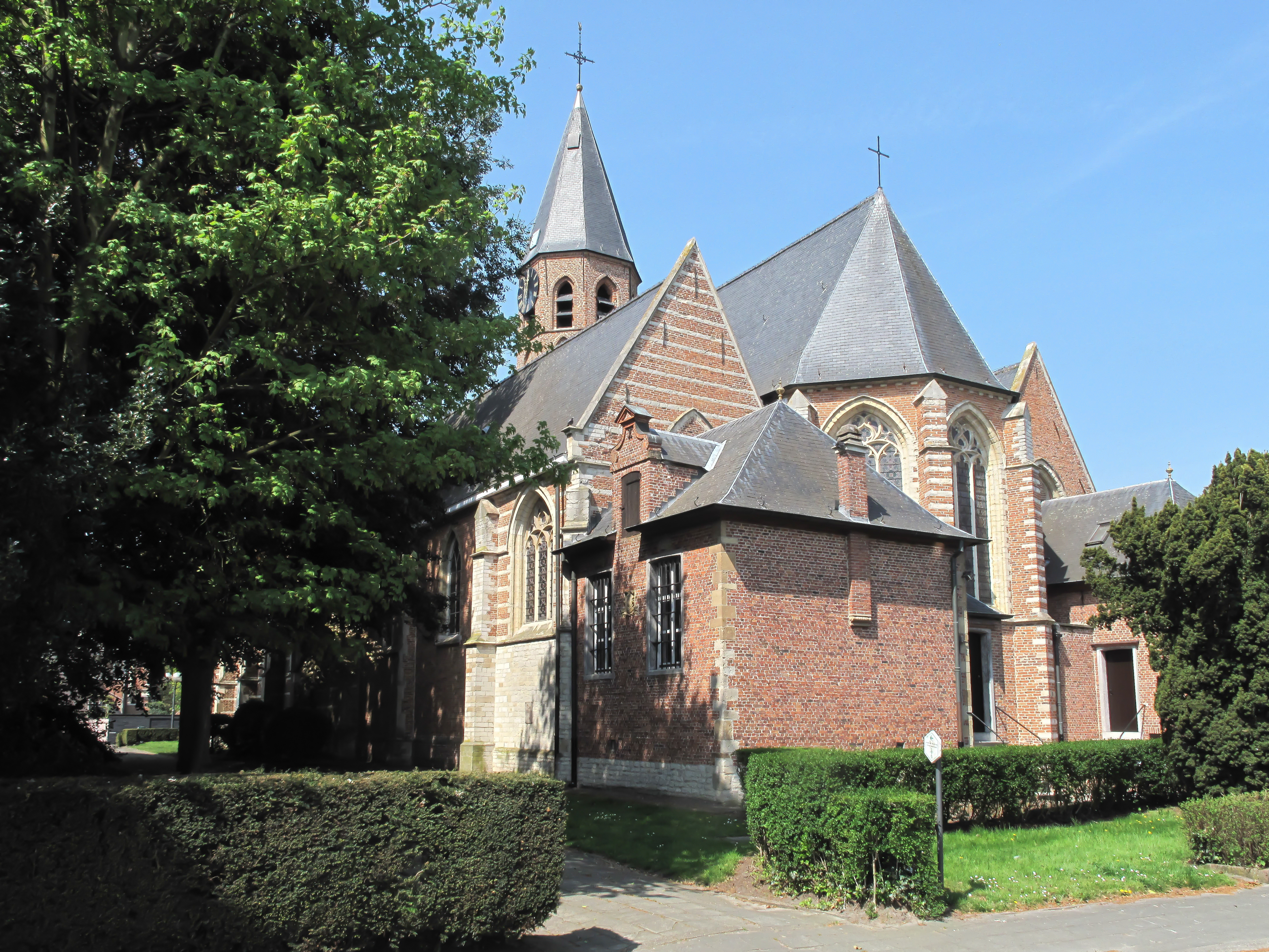
Iglesia parroquial de San Antonio Abad (Sint Antonius Abt) en Moerbeke.
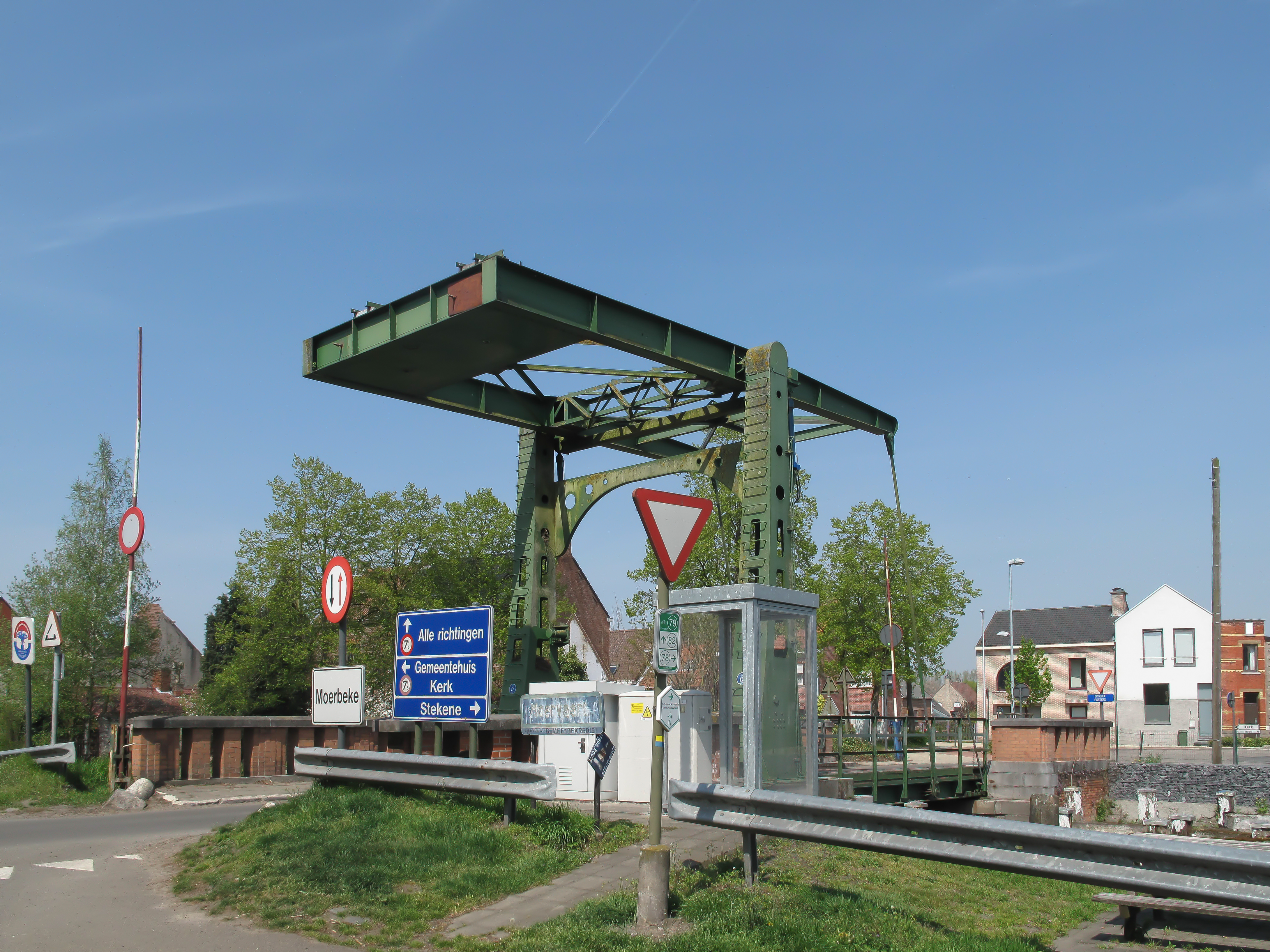
Puente levadizo sobre el Meervaart, Moerbeke.
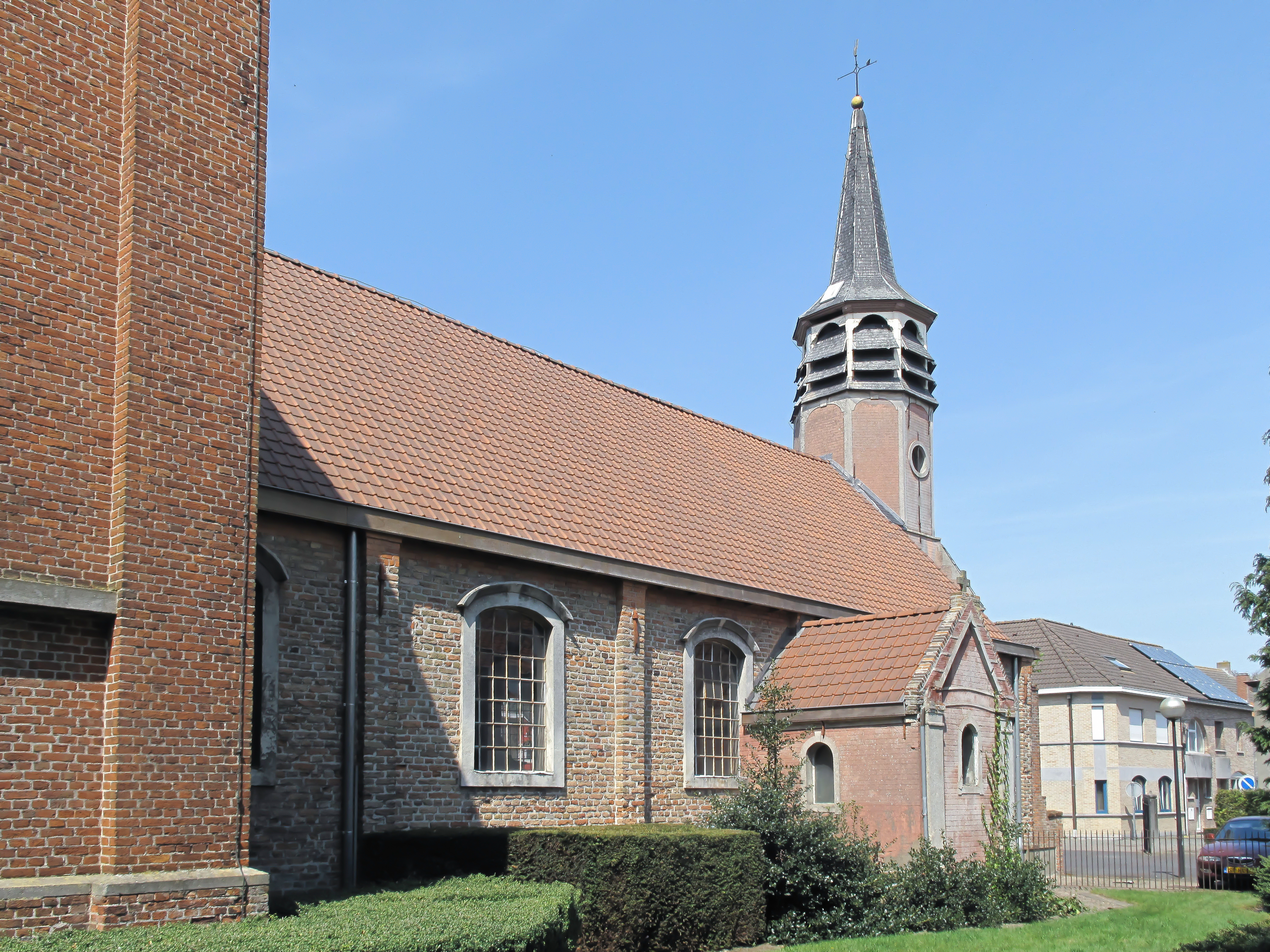
Iglesia de Santos Felipe y Santiago (Sint Filippus en Sint Jacobuskerk), en Koewacht-Moerbeke.